# Grevillea dilatata
Grevillea dilatata är en tvåhjärtbladig växtart som först beskrevs av Robert Brown, och fick sitt nu gällande namn av Downing. Grevillea dilatata ingår i släktet Grevillea och familjen Proteaceae. Inga underarter finns listade i Catalogue of Life.